# Retskrav
Et retskrav er et krav  eller eller rettighed   du har som  følge  af at det er fastsat i lovgivningen. Loven beskriver altså hvad du har ret til - og dermed gøre krav på. Som eksempel kan nævnes, at man har retskrav på en kandidatuddannelse efter sin bachelor, dog jf. visse kriterier. Det følger af adgangsbekendtgørelsen § 26.